# Club Unión Collado Villalba
El Club Unión Collado Villalba fue un equipo de fútbol de España, de la localidad de Collado Villalba  (Madrid). Fundado en 1973, tras 52 años fue absorbido por el Club Atlético de Madrid C en 2025. Su última participación fue en la temporada 2024/2025 en el Grupo 7 de la Categoría Tercera Federación.

## Historia
INICIOS
El club nace tras la fusión del Club Unión Collado Villalba y el Atlético Villalba. Clubs que tenían su sede en las zonas actualmente conocidas como “Villalba Estación” y “Villalba Pueblo”. Su primera denominación fue la de U.D. Collado Villalba, que compitió por primera vez en la temporada 73-74. Por aquellos años, la ausencia del estado autonómico tal cual lo conocemos mandaba al equipo a jugar a diversos lugares de ambas Castillas.
En la temporada 74-75, con Pedro Antonio Martín en la presidencia, el club lograría el ascenso a Segunda Regional. Un ascenso con partidos épicos como el disputado en Cebreros contra la Cultural y Deportiva Cebrereña, donde tras sufrir para juntar simplemente a once jugadores para batirse el cobre en un campo considerado inexpugnable, se venció por 0-2.
En la primera temporada en la nueva categoría se salvaron los muebles y tras ello, el equipo consiguió asentarse en mitad de la tabla. 
En el año 1978, se salvaron los primeros problemas económicos del club y en la temporada 79-80 llegaría el ascenso a Primera Regional.
El debut en la nueva categoría fue notable, acabando en la temporada 80-81 en cuarta posición. Los años posteriores fueron un devenir entre la zona tranquila y la lucha por la permanencia.
La dictadura había quedado atrás y el estado autonómico se consolidaba. A pesar de que Madrid se había constituido en comunidad uniprovincial en 1983, no fue hasta la temporada 86-87 cuando los clubs castellanos comenzaron a competir en sus comunidades autónomas. La temporada 85-86 fue la última en la que la U.D. Collado Villalba se enfrentó a equipos castellanos, ocupando la última posición de la tabla. La reestructuración para hacer un grupo íntegramente madrileño evitó el descenso de los serranos. Y la temporada siguiente, finalizando en segunda posición, se consiguió el ascenso a Regional Preferente.
El fin de la década de los 80 y la llegada de los 90 trajo consigo el devenir de la U.D. Collado Villalba entre las categorías de Regional Preferente y Primera Regional, con varios ascensos y descensos entre ambas categorías. El ascensor se paró en la temporada 91-92, justo la misma en la que el nombre de U.D. Collado Villalba se quedaba atrás y el club pasaba a su denominación actual, la de CUC Villalba.
LLEGADA A TERCERA
Tras pasar varias temporadas en la zona media de la clasificación, llegó la campaña 95-96 la cual pasaría a la historia. En plantilla había nombres clásicos en el club como el de Pedro Pablo, Toto, Rafita, Quique Rojo y un largo etcétera de héroes que llevaron por primera vez en la historia al CUC Villalba a categoría nacional. La temporada se finalizó en segunda posición tras una segunda vuelta impecable, remontando desde la quinta plaza a la segunda final y convirtiendo en realidad lo que en septiembre parecía una quimera.
La comentada segunda plaza llevó a jugar un agónico play off frente a El Álamo. En el vetusto municipal, por entonces de tierra, se ganó por 3-2 con sufrimiento tras levantar los visitantes un 3-0.
El CUC Villalba en el actual estadio Teresa Rivero para jugar ante el Rayo Vallecano "B"
El encuentro de vuelta arrastró hasta 3 autobuses de Collado Villalba al campo de El Álamo. El resultado allí fue 0-1 con gol de Rafita, llevando el delirio a la grada y a todos a la fuente de la plaza de España en un día inolvidable.
Durante ese verano, las tensiones provocaron la salida de José María Díaz Léndez de la presidencia del club y la entrada a la misma de Anastasio Entero “Nasta”. Los chicos dirigidos por Pepe Díaz en el tramo final no pudieron mantenerse en categoría nacional y regresaron a Regional Preferente tras acabar en vigésima posición.
Con el regreso a Regionales, se disputarían los últimos partidos en el amplio campo municipal con superficie de tierra. Posteriormente, todo el complejo polideportivo sufrió una profunda remodelación
El abandono de categoría nacional llevó consigo otro nuevo cambio en la presidencia. En esta ocasión fue Fermín quien cogió las riendas del club en forma de presidencia durante las primeras temporadas. Acabando todas ellas en mitad de tabla salvo en la 98-99, que se finalizó en tercer lugar sin poder hacer sombra a equipos que aquel año se mostraron muy fuertes como es el caso del Atlético Cercedilla.

REGRESO A TERCERA
La temporada 04-05 llegó cargada de novedades. Al frente del club llegaba el adinerado matrimonio de Florentino Martínez y Marisa Comenge y con ellos fichajes de renombre como Dani Hernández (que ha llegado a ser internacional con Venezuela), Akeem o el sobresaliente Elvis. Que se juntaron con otros nativos o residentes en Collado Villalba como Rui o Toñín entre otros.
Después de 6 meses sin conocer la derrota en una temporada marcada por el exilio a Colmenarejo para transformar los Campos Municipales a la superficie de hierba artificial, se logró el ascenso de categoría ante el Internacional de Madrid en el Campo de la Dehesa de la Villa tras vencer por 1-3. Un éxito que no se pudo redondear al caer derrotado en La Mina por 3-1 frente al Real Carabanchel en el encuentro que dirimiría el campeón de la Regional Preferente.
Juan Carlos Argenta, entrenador y exjugador del Rayo Vallecano que llevó las riendas del equipo que ascendió, no renovó por el club, ocupando su lugar Felipe Huelva, quien tras las primeras jornadas de liga fue relevado en el cargo por el entonces entrenador del juvenil, Javier De Lucas. En esta ocasión, y no sin sufrimiento, se logró mantener la categoría. En años posteriores, el matrimonio Martínez-Comenge siguió confiando en un Javier De Lucas que incluso llegó a hacer líder y equipo revelación durante algunas jornadas.
LOS PROBLEMAS DEL CLUB
La campaña 07-08 estaba llamada a ser la más importante en la historia del CUC Villalba. A la dirección deportiva llegaba José Torres con fichajes de conocidos exjugadores de Primera División como Gustavo de la Parra o Marcos Sequeiros. Les acompañaron otros con experiencia en superiores categorías como fue el caso de Sergio Alcolea a lo que se sumó una joven promesa como Alexander, que solo hizo la pretemporada para ser fichado por el San Sebastián de los Reyes. También en esta campaña se inauguraba la nueva Ciudad Deportiva de hierba natural cuyo primer encuentro se disputó contra el Rayo Vallecano con empate a cero final.
Lo que se presumía una temporada de ensueño se tornó en pesadilla con el equipo coqueteando siempre con la zona baja de la clasificación, lo que llevó a usar hasta tres entrenadores. Nebo Milicic, Miguel Cerdán y Luis Bertó. También algunos jugadores abandonaron el club mediada la temporada y fueron otros los que valientemente cogieron las riendas para salvarlo todo en el tramo final, rematando todo en la última jornada donde se certificó la permanencia tras golear por 6-0 al Unión Adarve.
Todo esto pasó factura económica al club, que se vio obligado a reformar la totalidad de la plantilla y sacrificar la categoría para buscar la solución institucional. Llegó entonces la empresa “Fútbol Gestión” para ayudar y se constituyó una Junta Gestora de socios de la cual Jacinto Mayoral era la cabeza visible, recuperando para la misma nombres históricos del club como el de José María Díaz Léndez, Luciano Palacios o Santiago Granado.
A pesar de lograr tan solo 8 puntos en la temporada 2008-2009, el ambiente en el vestuario fue inmejorable
LA VUELTA A TERCERA
En la temporada 11-12 se apostó fuerte por el ascenso. Del plantel del año anterior continuaban jugadores importantes como Manu, Fabio Losa o Bielza entre muchos otros, mientras que llegaban refuerzos de postín como Raúl Núñez en portería, Rubén Muñoz o Álvaro.
Para el banquillo se apostaba por un experimentadísimo entrenador como David Gordo, que ya pasó por equipos de Segunda División B como R.S.D. Alcalá, A.D. Alcorcón o C. D. Leganés además de ayudar en sus inicios en la estructura del Real Madrid.
El club, en una temporada competidísima y en la que un tropiezo se pagaba más caro que en años anteriores, se mantuvo siempre en la zona alta. El ascenso se apuntaló en dos encuentros agónicos. El primero en el García de la Mata ante la E.F. Periso. El equipo estaba virtualmente fuera de los puestos de ascenso pero Álvaro, con una falta en el minuto 90, puso el 2-3 que mantuvo al CUC Villalba líder. Pero en el último encuentro contra el C.D. Dosa en casa también hubo que sufrir. Se adelantaron los visitantes y un doblete de Losa llevó a los villalbinos a una heroica remontada que consumó el ascenso. 
Siete días más tarde no se pudo rematar todo, ya que los serranos perdieron en la tanda de penaltis el partido del que saldría el campeón absoluto de Regional Preferente. El rival fue el Real Aranjuez y en el tiempo reglamentario el resultado fue de 2-2.

## Uniforme
```
La firma deportiva es: 
KAPPA
```

- Primera equipación: Camiseta amarilla, pantalón amarillo y medias amarillas.
- Segunda equipación: Camiseta blanco, pantalón blanco  y medias blancas.

## Estadio
El C.U. Collado Villalba juega en el Ciudad Deportiva de Collado Villalba en la dirección calle de las Águedas 295.
Un estadio municipal con capacidad para 1000 personas y cuyo campo de fútbol cuenta con césped artificial. 
El estadio se inauguró en 2007.

## Datos del club
- Temporadas en 1 federación: 0
- Temporadas en 2 rfef: 5
- Mejor puesto en la liga: 2.º (3.ª, Temporada 2012-13)
- Peor puesto en la liga: 20.º (3.ª, Temporada 1996-97 / 2008-2009)